# Ogrožene rastline v slovenski Istri
Ogrožene rastline v slovenski Istri obsegajo seznam nekaj najbolj ogroženih rastlinskih vrst v Slovenski Istri. To so večinoma cvetnice oziroma travniške rastline. Rdeči seznam Republike Slovenije zajema kar 342 taksonov, to je približno 12 % slovenske flore.
Vsak dan je več in več  tistih rastlinskih vrst, katerih obstoj je vse bolj vprašljiv. To se dogaja predvsem zaradi naglih in radikalnih sprememb, ki jih s svojim delovanjem povzroča človek. 
Ena od značilnosti Slovenske Istre so nagle spremembe naravnih razmer kot posledica urbanizacije. Zaradi tega razloga in tudi zaradi specifičnih naravnih razmer je za Slovensko Istro značilno visoko število ogroženih rastlin. To so vrste, katerih številčnost iz različnih razlogov neprestano upada.

## Seznam
- ozkolista mrežnica (Limonium angustifolium)
- jesenska modra čebulica (Scilla autumnalis)
- obmorski lan (Linum maritimum)
- bledorumeni ušivec (Pedicularus friderici-augusti)
- zvezdasta vetrnica (Anemone hortensis)
- navadni hijacint (Bellevalia romana): Edino rastišče te rože je v Sečoveljskih solinah. Ampak njegov življenjski prostor je zaradi bližine letališča močno ogrožen, delno že uničen.
- neapeljski luk (Allium neapolitanum)
- opičja kukavica (Orchis simia)
- Tommasinijeva popkoresa (Moehringia Tommasinii)
- navadni kaprovec (Cappris spinosa)
- venerini lasci (Adiantum capillus-Veneris)
- jadranska smrdljiva kukavica (Himantoglossum adriaticum)
- bleda obloglavka (Cephalaria leucantha)
- črničevje (Quercus ilexi): edini drevesni predstavnik